# György Guczoghy
György Guczoghy, (Budapeste, 3 de março de 1962) foi um ginasta que competiu em provas de ginástica artística pela Hungria. 
György iniciou a carreira competitiva em 1978, aos dezesseis anos, no Campeonato Europeu Júnior, do qual saiu campeão no cavalo com alças. No ano seguinte, já na categoria sênior, estreou na elite do Campeonato Europeu, ao disputar o Campeonato de Essen, na Alemanha e subir ao pódio como o vencedor do cavalo com alças. Em 1980, com idade para tal, optou por participar do Europeu Júnior, no qual fora o medalhista de bronze no solo. No Nacional Húngaro, tornou-se o campeão geral pela primeira vez. Pouco depois, aos dezessete anos, competiu nos Jogos Olímpicos de Moscou, nos quais conquistou o bronze por equipes. Entre 1981 e 1987, o ginasta arquivou medalhas europeias e mundiais, em um total de nove, com destaque para o bicampeonato no cavalo com alças em duas edições de Europeus - de Roma e Varna. Em competições nacionais, o atleta foi ainda pentacampeão do individual geral.
Em 1988, seu último como profissional, agora aos 26 anos, Guczoghy tornou-se mais uma vez campeão nacional e disputou os Jogos de Seoul, na Coreia do Sul. Apesar de não conquistar medalhas, classificou-se para duas finais: individual geral e argolas. Aposentado das competições, casou-se com a também ginasta Lenke Almasi.